# HMS Roberts (1915)
Pour les articles homonymes, voir HMS Roberts (homonymie).
Le HMS Roberts est un monitor de classe Abercrombie de la Royal Navy qui a servi pendant la Première Guerre mondiale.

## Construction
Le 3 novembre 1914, Charles M. Schwab, de la Bethlehem Steel, offre à Winston Churchill, alors First Sea Lord (premier Lord de l’Amirauté), de racheter quatre tourelles jumelées de 14 pouces (356 mm)/45 cal BL MK II, destinées à l’origine au cuirassé grec Salamis. Ces tourelles n’ont pas pu être livrées au constructeur allemand, en raison du blocus naval britannique. La Royal Navy a immédiatement mis en chantier une classe de monitors, conçus pour le bombardement à terre, pour utiliser ces tourelles.
La quille du HMS Roberts est posée au chantier naval de Swan Hunter à Wallsend le 17 décembre 1914. Le navire a été nommé Stonewall Jackson en l’honneur du général Thomas Jonathan « Stonewall » Jackson, mais comme les États-Unis étaient encore neutres, le navire a été rebaptisé rapidement HMS M4 le 31 mai 1915. Il est ensuite nommé HMS Earl Roberts le 19 juin 1915 et rebaptisé HMS Roberts le 22 juin 1915.

## Historique
Le HMS Roberts appareille pour les Dardanelles en juin 1915. Il reste en Méditerranée orientale jusqu’à son retour en Angleterre en février 1916. Il a servi comme navire de garde à Great Yarmouth jusqu’à la fin de la guerre. Il a été mis hors service en mai 1919 et a d’abord été vendu pour démolition en mai 1921, mais a été retenu par l’Amirauté pour des essais.
Vers 1925, il est envisagé de le convertir en base mobile pour dirigeables avec un mât d'amarrage et des capacités de ravitaillement, mais cette proposition n’aboutit pas. Dans les années 1930, il a été utilisé pour tester la protection contre les sous-marins des navires de guerre de nouvelle génération. Il est finalement vendu en septembre 1936 au chantier naval Thos. W. Ward de Preston pour démolition.